# Charles Roß

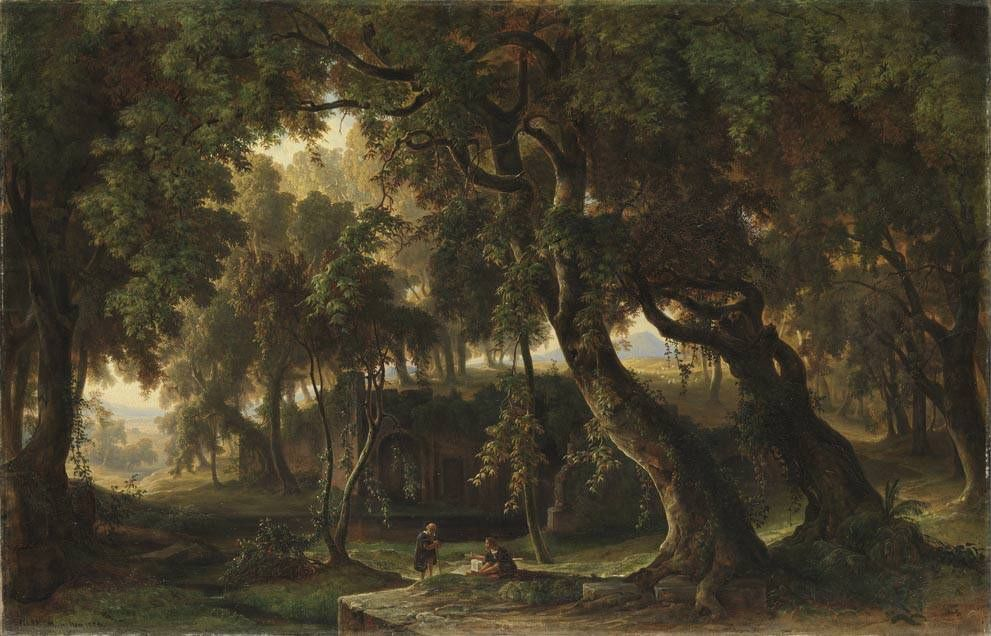
Carl (Charles) Ross, Die Grotte der Nymphe Egeria bei Rom, Alte Pinakothek

Charles Roß, ursprünglich Karl Ross (* 18. November 1816 auf dem Hof Altekoppel in Ruhwinkel; † 5. Februar 1858 in München) war ein deutscher Maler.

## Familie und Ausbildung
Karl Ross wuchs als eines von 10 Kindern des Collin Ross und seiner Frau Juliane Auguste geb. Remin in seinem Geburtsort unweit von Plön auf. Zu seinen Brüdern gehörten der Archäologe Ludwig Ross und der Orthopäde Gustav Ross.
Mit 16 Jahren begab sich Roß 1832 für eine Lehre in der Stubenmalerei nach Kopenhagen, wo er sich aufgrund der schottischen Wurzeln seiner Familie „Charles“ nannte. In seiner Freizeit besuchte er die Königlich Dänische Kunstakademie, die damals als eine der renommiertesten Kunstakademien Europas galt und an der bereits die deutschen Romantiker Caspar David Friedrich und Philipp Otto Runge studiert hatten. Dort erwarb er mit seinen Arbeiten die Aufmerksamkeit der Professoren Ludwig Lund und Wilhelm Eckersberg, welcher vormals (1827–1829) Direktor der Akademie gewesen war.  Nach zwei Jahren gewann er bereits den akademischen Malereipreis und der damalige Kronprinz und spätere König Christian VIII. erwarb mehrere seiner kleinen Ölbilder. Ross Schwerpunkt lag damals noch auf der Tiermalerei.

## Griechische Schaffensperiode (1837–1839)
Im Sommer 1837 folgte er seinem 10 Jahre älteren Bruder, dem Archäologen Ludwig Ross, nach Athen, wo dieser die erste Professur für Archäologie an der gerade durch König Otto I. gegründeten Ottonische Universität übernommen hatte. Nach kurzen Aufenthalten zusammen mit Johann Paul Mohr in Heidelberg und im bayerischen Inntal traf er im September 1837 in Griechenland ein.  Hier entdeckte Charles Ross seine Liebe zur Landschaftsmalerei und schuf in den folgenden zwei Jahren als erster deutscher Maler zahlreiche hellenische Landschaftsstudien. Unterkunft fand er beim österreichischen Gesandten in Athen, Anton Prokesch von Osten, der ihn u. a. nach Marathon begleitete. Zu seinen Reisebegleitern gehörten auch der Dichter und Historiker Adolf Friedrich von Schack, der von den gemeinsamen Abenteuern in seinem Buch „Meine Gemäldesammlung“ (1894) berichtete und mit dem er Sparta, Smyrna, Ephesos, Magnesia und das Heilige Land besuchte, sowie der Maler Carl Rottmann, der bereits seit 1834 im Auftrag des Königs in Griechenland weilte und mit einem Landschaftszyklus beauftragt worden war.

## Zeit in München, Rom und Paris (1839–1848)
1839 kehrte Ross nach Deutschland zurück, ließ sich in München nieder und fertigte in der Umgebung und in den Bayerischen Alpen zahlreiche Studien an. Im Sommer 1842 zog es ihn in die schleswig-holsteinische Heimat, jedoch brach er schon im November zusammen mit seinem aus Athen zurückgekehrten Bruder Ludwig in November über München nach Rom auf, wo er das folgende Jahr verbrachte. Dort befreundete er sich mit den Malern Carl Rahl und Ernst Willers, musste aber aufgrund einer Fiebererkrankung Italien schon 1843 wieder verlassen, zog sich auf das väterliche Gut bei Eutin zurück und lebte hierauf einige Jahre in seiner holsteinischen Heimat, deren Natur er eine Menge Motive entlehnte. In Rom hatte Ross auch Helene Abendroth, Tochter des angesehenen Hamburger Kaufmanns und Kunstmäzens August Abendroth kennengelernt. Dieser empfahl Ross einen Aufenthalt in Paris, der damaligen „Hauptstadt der Kunst“, um sich in der Kunstwelt besser zu etablieren.
Dem Rat folgend, begab sich Ross im Winter 1845 für einige Monate nach Paris und nahm Helene als Schülerin mit sich. Die von Théodore Rousseau gegründete Schule von Barbizon bewunderte er zwar für ihre fortgeschrittenen Technik, nicht aber für ihre Kompositionen. Nach seiner Rückkehr heiratete Ross 1847 Helene Abendroth, auch wenn der Paris Aufenthalt die Bedenken seines Schwiegervaters gegen einen weitgehend unbekannten Künstler als Schwiegersohn nicht gänzlich zerstreut hatte.

## Diplomat während der Schleswig-Holsteinischen Erhebung (1848–1850)
Während der Schleswig-Holsteinischen Erhebung gegen Dänemark 1848 sendeten ihn Herzog Friedrich von Schleswig-Holstein sowie der spätere Statthalter von Schleswig-Holstein, Friedrich Graf von Reventlou, nach Berlin, um dem damaligen Chef der Augustenburger Linie des Hauses Oldenburg, Christian August von Schleswig-Holstein-Sonderburg-Augustenburg Bericht über die Erhebung zu erstatten, die Anerkennung der provisorischen Regierung zu erreichen und von König Friedrich Wilhelm IV. von Preußen Hilfstruppen zu erbitten. Nach seiner Rückkehr beteiligte er sich an der Erhebung und nahm an verschiedenen politischen Treffen in Schleswig-Holstein teil. Doch als Preußen am 10. Juli 1849 einen Waffenstillstand und im Namen des Deutschen Bundes am 2. Juli 1850 einen Sonderfrieden mit Dänemark schloss, waren die Aufständischen in Schleswig-Holstein auf sich allein gestellt. Ross zog sich in sein Privatleben zurück, ging mit seiner Frau zunächst nach München und dann im Winter 1850/51 weiter nach Rom. Bereits 1851 kehrte das Paar jedoch nach München zurück und nahm dort dauerhaft seinen Wohnsitz.

## Münchner Schaffensperiode (1850–1858) und früher Tod

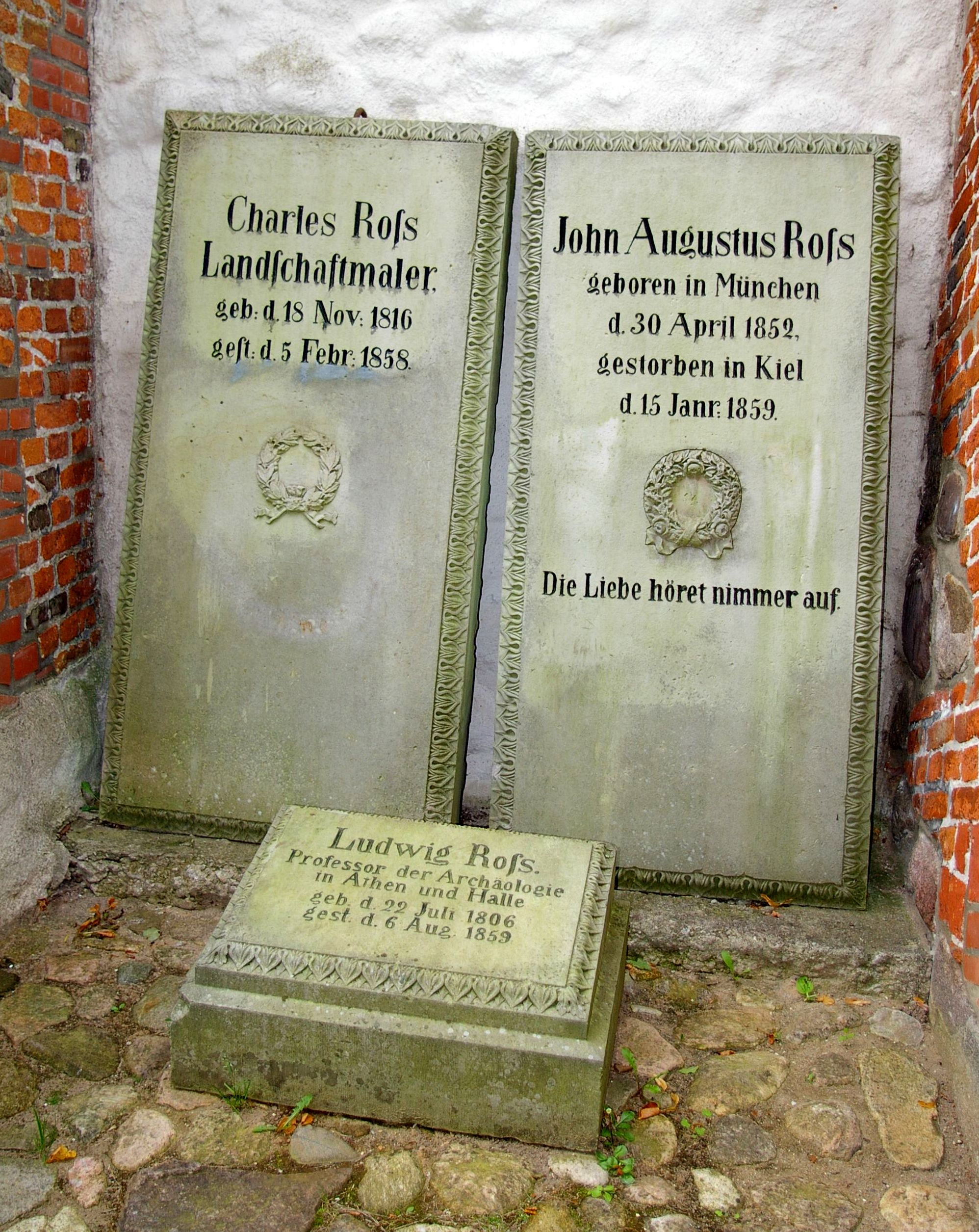
Grabsteine der Brüder Ross in Bornhöved

Hier trat Ross in seine umfangreichste Schaffensphase ein und feierte u. a. mit seinem Bild "Naxos" 1855 auf der großen Pariser Ausstellung Erfolge. 1855 kam auch sein Freund aus Athener Zeit, Adolf von Schack, nach München, baute dort eine umfangreiche Sammlung wertvoller Bilder des 19. Jahrhunderts auf und kaufte ihm immer wieder große Ölgemälde dafür ab.
Auf der Höhe seines Ruhmes erkrankte Ross im Winter 1857/58 an Typhus und starb am 5. Februar 1858 mit nur 42 Jahren in München. Seinem Wunsch folgend fand er seine letzte Ruhe jedoch in seiner schleswig-holsteinischen Heimat und so wurde er auf dem Friedhof in Bornhöved beigesetzt.
Charles Roß war Mitglied im Hamburger Künstlerverein von 1832. Auf dem Hof Altekoppel bei Ruhwinkel war viele Jahre ein idyllisch gelegenes Ausflugslokal mit einem Ross-Gedenkzimmer eingerichtet. Der Charles-Roß-Ring in Kiel-Steenbek-Projensdorf sowie der Charles-Roß-Weg in Ruhwinkel sind nach ihm benannt.

## Bedeutende Werke in Öffentlichen Sammlungen
- Die Grotte der Nymphin Egeria bei Rom(1854), Neue Pinakothek, München
- Die Wallanlagen von Marathon mit Blick auf Euböa und den Berg Oche (1850), Statens Museum for Kunst, Kopenhagen
- Die Villa des Maecenas in Tivoli (1843), Museumsberg Flensburg
- Der Parnaß (1841/1842), Kunsthalle zu Kiel
- Das Tal des Eurotas (1845), Kunsthalle zu Kiel
- Der Tempel von Phigalia in Arkadien (1857), Kunsthalle zu Kiel